# جدعون

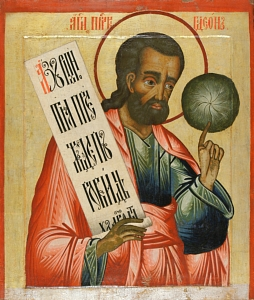
جدعون

جَدعَون أو يربعل هو أحد زعماء العبرانيين المعروفين بـ «قضاة إسرائيل».
قاتلَ المَديَنيّين وهزمهم، وبذلك حرَّر اليهودَ من سلطانهم. وردَت أخباره في سِفر القضاة.

## المصدر
- جَدعَون - موسوعة المورد، منير البعلبكي، 1991